# Edwin Regan
Edwin Regan (ur. 31 grudnia 1935 w Port Talbot) – brytyjski duchowny rzymskokatolicki, w latach 1994-2012 biskup diecezjalny Wrexham. 

## Życiorys
Święcenia kapłańskie przyjął 5 lipca 1959 w archidiecezji Cardiff. 7 listopada 1994 papież Jan Paweł II powierzył mu urząd biskupa Wrexham. Sakry udzielił mu 13 grudnia 1994 John Aloysius Ward OFMCap., ówczesny arcybiskup metropolita Cardiff. 